# 1989년 6월
| 1989년: 1월 · 2월 · 3월 · 4월 · 5월 · 6월 · 7월 · 8월 · 9월 · 10월 · 11월 · 12월 |

| <          | 1989년 6월 | 1989년 6월 | 1989년 6월 | 1989년 6월  | 1989년 6월 | >          |
| 일         | 월         | 화         | 수         | 목          | 금         | 토         |
|            |            |            |            | 1 4.28 임진 | 2 29 계사  | 3 30 갑오  |
| 4 5.1 을미 | 5 2 병신   | 6 3 정유   | 7 4 무술   | 8 5 기해    | 9 6 경자   | 10 7 신축  |
| 11 8 임인  | 12 9 계묘  | 13 10 갑진 | 14 11 을사 | 15 12 병오  | 16 13 정미 | 17 14 무신 |
| 18 15 기유 | 19 16 경술 | 20 17 신해 | 21 18 임자 | 22 19 계축  | 23 20 갑인 | 24 21 을묘 |
| 25 22 병진 | 26 23 정사 | 27 24 무오 | 28 25 기미 | 29 26 경신  | 30 27 신유 |            |

| 편집하기 |

## 1989년6월 4일
- 중화인민공화국에서 톈안먼 사건이 일어났다.